# Bev Priestman
Beverly „Bev“ Priestman (* 29. April 1986 in Consett) ist eine englische Fußballtrainerin und war von 2020 bis 2024 die Nationaltrainerin der kanadischen Frauennationalmannschaft. Bei den Olympischen Spielen 2021 führte sie die Kanadierinnen zum Gewinn der Goldmedaille, bis dato der größte Erfolg der kanadischen Fußballgeschichte. Nach einem unerlaubten Drohneneinsatz im Rahmen von Olympia 2024 und einer folgenden Sperre durch den Weltverband FIFA wurde sie im November 2024 seitens des Kanadischen Fußballverbandes praktisch entlassen.

## Laufbahn
Priestman hatte ihre ersten Berührungspunkte mit dem Fußballsport im Alter von 12 Jahren, als sie in ihrer Heimatstadt begann, Futsal zu spielen. Ihr damaliger Trainer war der spätere Nationaltrainer Kanadas John Herdman. Nach ihrem Bachelorabschluss in Sportwissenschaften an der Liverpool John Moores University arbeitete sie zunächst im Trainerteam der Frauenmannschaft des FC Evertons mit, bevor sie Herdman zum Neuseeländischen Fußballverband folgte. Dort war sie in verschiedenen Funktionen tätig, zuletzt als Head of New Zealand Football Development.
Im Jahr 2013 wechselte sie, abermals gemeinsam mit Herdman, zum Kanadischem Fußballverband. Während Herdman Chefcoach der kanadischen Frauenfußballnationalmannschaft wurde, übernahm Priestman zunächst die U-17-Juniorinnennationalmannschaft, ab 2018 war sie für die U-20 verantwortlich. Zeitgleich fungierte sie bei großen Turnieren, wie der Fußball-Weltmeisterschaft der Frauen 2015 oder dem olympischen Frauenfußballturnier 2016 als Assistentin Herdmans bei der A-Nationalmannschaft. 2018 kehrte sie in ihr Heimatland zurück, um als Co-Trainerin des neuen Frauen-Nationaltrainers Phil Neville zu arbeiten. Gleichzeitig übernahm sie auch die Betreuung der englischen U-17-Juniorinnennationalmannschaft.
Im Jahr 2020 trat sie die Nachfolge von Kenneth Heiner-Møller als Cheftrainerin der kanadischen Frauenfußballnationalmannschaft an. Ihr erstes Turnier als kanadische Nationaltrainerin war das olympische Fußballturnier 2021, in dem ihr mit Kanada direkt der Einzug ins Finale gelang. Dort gewann die kanadische Mannschaft durch ein 3:2 i. E. gegen die favorisierten Schwedinnen nach Bronze bei den Olympischen Spielen 2012 und 2016 erstmals die Goldmedaille in dieser Disziplin. Dabei handelt es sich zugleich um den größten Erfolg der kanadischen Fußballgeschichte.
Bei der Nord- und Mittelamerikameisterschaft 2022 erreichten die Kanadierinnen unter ihrer Leitung das Finale, in dem sie dem Titelverteidiger USA mit 0:1 unterlagen. Dies war dennoch gleichbedeutend mit der erfolgreichen Qualifikation für die WM 2023 und dem Erreichen der Play-offs um einen Platz bei Olympia 2024, wo man sich ebenfalls durchsetzte.
Die Weltmeisterschaft 2023 in Australien und Neuseeland endete in einer Enttäuschung und dem schlechtesten Abschneiden bei einer WM seit 12 Jahren. Nach einem torlosen Unentschieden gegen Nigeria und einem knappen Sieg gegen Außenseiter Irland setzte es für Priestmans Mannschaft im entscheidenden Gruppenspiel gegen Co-Gastgeber Australien eine 0:4-Niederlage, die gleichbedeutend mit dem Ausscheiden war.

## Drohneneinsatz bei Olympia 2024
Nachdem im Rahmen der Olympischen Sommerspiele 2024 seitens des Video-Analysten Joey Lombardi mittels einer Drohne das Training von Neuseeland ausgespäht wurde, wurde zunächst Lombardi von den Spielen ausgeschlossen. Lombardi ist von einem Gericht in Saint-Etienne im Nachgang zu einer Haftstrafe von acht Monaten verurteilt worden, die zur Bewährung ausgesetzt wurde. Priestman selbst hatte bereits das Auftaktspiel gegen Neuseeland (2:1) am 25. Juli 2024 aus Eigeninitiative nicht von der Bank aus verfolgt. Seitens des NOK Kanadas erfolgte die Suspendierung Priestmans für die Dauer der Spiele in Paris. Die FIFA sperrte Priestman am 27. Juli 2024 für ein Jahr von sämtlichen Fußballaktivitäten. Zudem wurde die kanadische Mannschaft mit einem Abzug von sechs Punkten im olympischen Fußballturnier bestraft. Nach einer unabhängigen externen Untersuchung, wurden sie und ihre beiden Co-Trainer entlassen, da festgestellt wurde, dass sie den Drohneneinsatz angeordnet, genehmigt und gebilligt habe.

## Erfolge
Als Trainerin Kanadas
- Olympiasiegerin 2020
- Vize-Nord- und Mittelamerikameisterin 2022

## Privates
Priestman ist mit der früheren neuseeländischen Fußballnationalspielerin Emma Humphries verheiratet und hat mit ihr einen Sohn (* 2018). Sie lebt mit ihrer Familie in Vancouver.